# علي بن محمد بن طغج الإخشيد
أبو الحسن علي بن محمد بن طغج الإخشيد هو ثالث حكام الدولة الإخشيدية تولى حكم الدولة الإخشيدية بعد وفاة أخيه أبو القاسم أنوجور، ولم يتمتع بحكم البلاد بمفرده حيث كان كافور الإخشيدي وصيا عليه، وقد كان كافور الإخشيدي تمكن من السيطرة على حكم البلاد وكان يصرف له مرتبا سنويا يبلغ أربعمائة ألف دينار، مثل أخيه أبو القاسم أنوجور

## توليه الحكم
نصَّب كافور بعد وفاة أُنوجور عليّ أميرًا على مصر بالاتفاق مع أعوانه من قادة الجُند ورجال أبيه الإخشيد، ودُعي لهُ يوم الجُمُعة في 13 ذي القعدة 349هـ المُوافق فيه 4 كانون الثاني (يناير) 961م على المنابر، وأقرَّهُ الخليفة العبَّاسي المطيع لله على ولاية الديار المصريَّة والشاميَّة والثُغور والحرمين الشريفين. واستمرَّ كافور على شغفه بِالسُلطة والإمارة، فظلَّ يُباشر الأُمور بِنفسه على الرُغم من أنَّ الوالي الجديد قد ناهز الثالثة والعشرين من عُمره، وعيَّن لهُ المُخصصات نفسها التي كانت لِأخيه من قبل، وقدرُها أربعمائة ألف دينار سنويًا، ثُمَّ كفَّ يده عن الاضطلاع بِشُؤون الحُكم وحرمه من كُل عمل، وشدَّد عليه، ومنع الناس من الاجتماع به باستثناء نُدمائه، فأضحى أسيرًا في قصره لا عمل له إلَّا اللهو أو الصلاة. واستمرَّ الوضع على ذلك حتَّى توفي علي

## وفاته
توفي علي في 19 مُحرَّم 355هـ المُوافق فيه 15 كانون الثاني (يناير) 966م.، وخلفه كافور الإخشيدي